# Warcisław Kunc
Warcisław Kunc (ur. 2 kwietnia 1962 w Szczecinie) – polski dyrygent. 

## Życiorys
Ukończył w 1982 roku Technikum Mechaniczne w Szczecinie (specjalność: budowa maszyn) i w 1983 roku średnią szkołę muzyczną (fagot). Absolwent wydziału dyrygentury Akademii Muzycznej im. Fryderyka Chopina w Warszawie pod kierunkiem prof. Bogusława Madeya i prof. Henryka Czyża. Absolwent podyplomowych studiów na Uniwersytecie Jagiellońskim w zakresie prawa autorskiego, wydawniczego i prasowego. 21 kwietnia 2008 r. uzyskał stopień doktora habilitowanego sztuki muzycznej w dyscyplinie artystycznej dyrygentura. W roku 2012 prezydent RP Bronisław Komorowski nadał mu tytuł profesora  w dziedzinie sztuk muzycznych w specjalności dyrygentura.

## Przebieg kariery
W sezonie w 1989/90 dyrygent Opery Wrocławskiej. W latach 1990–1993 dyrektor naczelny i artystyczny Toruńskiej Orkiestry Kameralnej. W latach 1992–2004 dyrektor naczelny i artystyczny Opery i Operetki w Szczecinie. Jako dyrygent gościł w Austrii, Belgii, Luksemburgu, Szwajcarii, Niemczech, Rosji, Hiszpanii, Litwie oraz wielu miastach Polski. Jako pedagog związany z bydgoską Akademią Muzyczną (1993/9, 2003/5) oraz obecnie poznańską Akademią Muzyczną, filia w Szczecinie. Od 2007 roku ponownie dyrektor naczelny Opery na Zamku w Szczecinie.
Warcisław Kunc stanowisko dyrektora Opery na Zamku obejmował w niezwykle trudnym dla tej instytucji czasie. Po zwolnieniach grupowych zespół zmniejszono z 248 do 130 pracowników, ograniczono liczbę premier do dwóch rocznie, grano dwa do trzech spektakli w tygodniu, drastycznie zmniejszyła się frekwencja, a poziom samofinansowania działalności sięgał zaledwie 12%. Sponsoring nie istniał. Wyeksploatowany majątek teatru wymagał natychmiastowych nakładów na remonty i inwestycje. Nie mogąc liczyć na natychmiastową poprawę finansowania działalności teatru z budżetu wojewody, Warcisław Kunc rozpoczął dwutorowe działania: w stronę interesującej i szeroko tematycznej propozycji artystycznej oraz aktywną działalność marketingowo-ekonomiczną.
Teatr został laureatem Bursztynowego Pierścienia:
- w 1995 roku za: ”Orfeusza w piekle”
- w 2001 za „West Side Story”
- w 1996 roku uzyskał nagrodę ministra kultury i sztuki oraz ZASP-u za realizację opery dla dzieci „Skąd to zwierzę w operze” J. Oleszkiewicza

TVP zarejestrowała i kilkakrotnie wyemitowała „Żołnierza królowej Madagaskaru” w 1993, Carmen (1993), Skąd to zwierzę w operze (1996), Turnieje Tenorów (2003 i 2004), Credo (2004). W latach 1992–2004 w Operze na Zamku odbyły się 54 premiery, w realizacji których wzięło udział wielu znanych wykonawców i realizatorów z kraju i zagranicy - w okresie od 1 stycznia 2007 do czerwca 2008 odbyły się dalsze 4 premiery.
1 września 2016 otrzymał nominację na stanowisko dyrektora Opery Bałtyckiej w Gdańsku. Zawarł umowę na cztery sezony artystyczne, do 31 sierpnia 2020.

## Odznaczenia i wyróżnienia
- brązowy Medal „Zasłużony Kulturze Gloria Artis” (2008)[4]
- Order Zasługi Brandenburgii (2011)[5]
- tytuł Ambasador Szczecina